# Schizura tizoc
Schizura tizoc är en fjärilsart som beskrevs av William Schaus. Schizura tizoc ingår i släktet Schizura och familjen tandspinnare. Inga underarter finns listade.